# Chambers County, Texas
Chambers County är ett administrativt område i delstaten Texas, USA, som år 2010 hade 35 096 invånare. Den administrativa huvudorten (county seat) är Anahuac.

## Geografi
Enligt United States Census Bureau har countyt en total area på 2 258 km². 1 551 km² av den arean är land och 707 km² är vatten.

### Angränsande countyn
- Liberty County - norr
- Jefferson County - öster
- Galveston County - sydväst
- Harris County - väster